# 一陽指
一陽指是金庸武俠小說中一套最絕頂的武功之一，為雲南大理段氏天龍寺的獨家武學。主要攻擊穴道，視為上乘的點穴招式，是西毒歐陽鋒的獨門絕技蛤蟆功的剋星(需配合先天功才有效)，可破去蛤蟆功，並去廢歐陽鋒的武功多年。擊中時的威力十分巨大，足以致命。在《射鵰英雄傳》中，「天下五絕」之一的段智興，便是以此武功得到南帝的稱號。
舊版《天龍八部》裡，描述被一陽指殺害的人，死時面帶笑容、屍身柔軟，是一門王道和平的武功。

## 概述
一陽指為大理段氏的家傳武學，段氏皇族段正明、段正淳、段延慶、段智興皆身具一陽指武功。《射鵰英雄傳》中，曾提及一燈大師段智興已修練到「登峰造極、爐火純青」的境界，並且以一陽指與「天下五絕」之首王重陽交換先天功，用意是希望段智興利用一陽指(需配合先天功)剋制「西毒」歐陽鋒獨門絕學蛤蟆功。
一陽指有指法以及其獨門的內力，一燈大師曾以多年深厚的一陽指內力替身受重傷的黃蓉治療，但所耗損的內力亦需花多年時間回復，最後一燈幸得《九陰真經》的武功在短時間內恢復。一燈大師將一陽指武功傳給門下弟子「漁樵耕讀」，其中「書生」朱子柳甚至將一陽指與中國書法融合，名為「一陽書指」。《神鵰俠侶》中，「農夫」武三通將一陽指武功分別傳授給兒子武敦儒與武修文，但造詣不深。
《天龍八部》中，一陽指為大理段氏的家傳絕學，大理皇帝段正明與皇太弟段正淳全都會使，「四大惡人」之首段延慶的一陽指造詣更是勝過段正明。大理天龍寺中，枯榮大師與門下弟子皆有修練一陽指，其中曾提及鎮寺之寶、堪稱天下無敵之第一神功：六脈神劍，便是以一陽指渾厚的內力化成無形劍氣攻敵，而一陽指在最高第一品時，其境界亦不遜於其他指法武功。
在金庸最初的創作中，一陽指是王重陽的絕學，而「南帝」段智興的絕學卻是先天功。金庸後來創作《天龍八部》，將一陽指改成大理段氏武學。因此，金庸在修訂時《射鵰英雄傳》、《神鵰俠侶》、《倚天屠龍記》、《天龍八部》四部小說時，為了能夠前後呼應，互相對照，特意將王重陽與段智興的絕技交換，曾打敗歐陽鋒的王重陽傳之以法，將先天功以一陽指使出，以剋制蛤蟆功，以免造成段智興在第一次華山論劍時，身負能夠克制「西毒」歐陽鋒的一陽指戰勝歐陽鋒。